# Ann Li
Ann Li (* 26. Juni 2000 in King of Prussia, Pennsylvania) ist eine US-amerikanische Tennisspielerin.

## Karriere
Ann Li, die mit fünf Jahren mit dem Tennissport begann, bevorzugt das Spiel auf Rasenplätzen. 2016 gab sie ihren Einstand auf dem ITF Women’s Circuit, auf der sie bislang drei Turniere im Einzel gewonnen hat. Ihr größter Erfolg als Juniorin war das Erreichen des Endspiels bei der Nachwuchskonkurrenz von Wimbledon 2017, in dem sie sich ihrer Landsfrau Claire Liu geschlagen geben musste.
Nach dem Gewinn ihres ersten Profititels im gleichen Jahr, erhielt sie eine Wildcard für das Qualifikationsturnier der US Open, verlor dort aber in der ersten Runde. In den folgenden Jahren spielte Li fast ausschließlich in den USA. 2018 folgten weitere Wildcard-Auftritte in den Qualifikationen zu den amerikanischen Premier Mandatory-Turnieren in Indian Wells und Miami, bei denen sie ebenfalls sieglos blieb. 2019 erreichte sie insgesamt fünf Endspiele auf der ITF Tour, von denen sie eines der $25.000-Kategorie gewinnen konnte, sowie die dritte Runde bei einem Turnier der WTA Challenger Series in New Haven.
Zum Beginn der Saison 2020 debütierte Li in Auckland auf der WTA Tour und qualifizierte sich sogleich für das Hauptfeld. Bei den anschließendenAustralian Open gelang Li erstmals der Sprung in das Hauptfeld eines Grand-Slam-Turniers. Durch einen Sieg zum Auftakt gegen Lizette Cabrera zog sie auf Anhieb in die zweite Runde ein, in der sie der späteren Turniersiegerin Sofia Kenin unterlag. Nach der coronabedingten Saisonunterbrechung rückte Li bei den US Open im gleichen Jahr erstmals in die dritte Runde eines Grand-Slam-Turniers vor. Im Anschluss an den Gewinn ihres bis dahin größten Titels bei einem ITF-Turnier der $80.000-Kategorie in Tyler wurde sie in der Weltrangliste zum ersten Mal in den Top 100 geführt.
Li startete stark in die Saison 2021 und rückte bei der Grampians Trophy, dem ersten Turnier des Jahres, zum ersten Mal in ein WTA-Finale vor. Ein positiver COVID-19-Test eines Mitarbeiters in dem Hotel, in dem die Spielerinnen untergebracht waren, führte zu Verzögerungen im Ablauf des Turnierprogramms, so dass schließlich entschieden wurde, das Endspiel im Hinblick auf den Beginn der Australian Open 2021 nicht auszutragen. Dort in Melbourne kam Li dann in die dritte Runde sowie im Anschluss in Monterrey noch einmal in das Halbfinale eines kleineren WTA-Turniers. Es folgte bis in die zweite Saisonhälfte hinein eine Phase wechselhafter Resultate, in der sie lediglich beim WTA Challenger in Chicago mit einem Halbfinale überzeugte, bevor sie auf Teneriffa nach einem klaren Endspielsieg gegen María Camila Osorio Serrano ihren ersten WTA-Titel feiern konnte.
Zum Beginn des Jahres 2022 erreichte sie das Halbfinale beim Melbourne Summer Set II und erzielte daraufhin mit Position 44 ihre bislang beste Weltranglistenplatzierung.

## Turniersiege

### Einzel
| Nr. | Datum            | Turnier    | Kategorie      | Belag     | Finalgegnerin         | Ergebnis      |
| --- | ---------------- | ---------- | -------------- | --------- | --------------------- | ------------- |
| 1.  | 30. Juli 2017    | Evansville | ITF $15.000    | Hartplatz | Marcela Zacarías      | 4:6, 6:4, 6:3 |
| 2.  | 28. April 2019   | Osprey     | ITF W25        | Sand      | Usue Maitane Arconada | 6:3, 7:5      |
| 3.  | 1. November 2020 | Tyler      | ITF W80        | Hartplatz | Marta Kostjuk         | 7:5, 1:6, 6:3 |
| 4.  | 24. Oktober 2021 | Teneriffa  | WTA 250        | Hartplatz | Camila Osorio         | 6:1, 6:4      |
| 5.  | 16. Juni 2024    | Valencia   | WTA Challenger | Sand      | Wiktorija Tomowa      | 6:3, 6:4      |

## Abschneiden bei Grand-Slam-Turnieren

### Einzel
| Turnier         | 2017 | 2018 | 2019 | 2020 | 2021 | 2022 | 2023 | 2024 | 2025 | Karriere |
| --------------- | ---- | ---- | ---- | ---- | ---- | ---- | ---- | ---- | ---- | -------- |
| Australian Open | —    | —    | —    | 2    | 3    | 1    | Q2   | Q2   | 1    | 3        |
| French Open     | —    | —    | —    | Q2   | 2    | 1    | —    | Q1   | 2    | 2        |
| Wimbledon       | —    | —    | Q1   |      | 1    | 2    | Q2   | Q1   | 2    | 2        |
| US Open         | Q1   | Q1   | Q2   | 3    | 1    | 1    | Q2   | 1    |      | 3        |

Zeichenerklärung: S = Turniersieg; F, HF, VF, AF = Einzug ins Finale / Halbfinale / Viertelfinale / Achtelfinale; 1, 2, 3 = Ausscheiden in der 1. / 2. / 3. Hauptrunde; Q1, Q2, Q3 = Ausscheiden in der 1. / 2. / 3. Qualifikationsrunde; nicht ausgetragen

### Doppel
| Turnier         | 2019 | 2020 | 2021 | 2022 | 2023 | 2024 | 2025 | Karriere |
| --------------- | ---- | ---- | ---- | ---- | ---- | ---- | ---- | -------- |
| Australian Open | —    | —    | —    | 1    | —    | —    | —    | 1        |
| French Open     | —    | —    | —    | —    | —    | —    | AF   | AF       |
| Wimbledon       | —    |      | 1    | 1    | —    | —    | 1    | 1        |
| US Open         | 1    | 1    | 1    | 1    | —    | —    |      | 1        |